# Krapovickasia urticifolia
Krapovickasia urticifolia là một loài thực vật có hoa trong họ Cẩm quỳ. Loài này được (A. St.-Hil.) Fryxell mô tả khoa học đầu tiên năm 1978.